# 岩寿温泉
岩寿温泉（いわすおんせん）は、岐阜県中津川市蛭川にある温泉。

## 泉質
- 放射能冷鉱泉
  - 泉温　14.5°C

## 温泉地
中津川市街地から数十キロ離れた山間部に、一軒宿の「岩寿荘」が存在する。日帰り入浴可能。
旅館ではマス釣りを楽しめるほか、夕食は飛騨牛や鮎料理など、四季折々の食材を使用している。

## アクセス
鉄道
- JR中央本線・明知鉄道明知線恵那駅よりバスで20分。

自動車
- 中央自動車道恵那ICより車で30分。